# Valréas
Valréas là một xã trong tỉnh Vaucluse thuộc vùng Provence-Alpes-Côte d’Azur ở đông nam nước Pháp. Xã này nằm ở khu vực có độ cao trung bình 250 mét trên mực nước biển.

## Kết nghĩa
Valréas kết nghĩa với:
- Sachsenheim, Đức
- Saint Paul de Joliette, Quebec, Canada
- Montignoso, Italia